# Bureau centralisateur
Un bureau centralisateur est mis en place en France lorsque les électeurs d'une même circonscription électorale sont répartis en plusieurs bureaux de vote.
Depuis la mise en application de la réforme cantonale de 2014 lors des élections de mars 2015, le terme s'est substitué à celui de « chef-lieu de canton ».

## Histoire
Le bureau centralisateur est défini par l'article R. 69 du code électoral qui a été rendu applicable à l'élection présidentielle par l'article 22 du décret no 2001-213 du 8 mars 2001 modifié. Une nouvelle version de cet article a été rédigée en 2013 à la suite du décret no 2013-938 du 18 octobre 2013 en application de la loi no 2013-403 du 17 mai 2013 relative à l'élection des conseillers départementaux, des conseillers municipaux et des conseillers communautaires, et modifiant le calendrier électoral. Elle s’applique aux élections organisées en mars 2015 à l'occasion du renouvellement général des conseils départementaux, y compris aux opérations préparatoires à ce scrutin.

## Procédures
Le dépouillement du scrutin est d'abord opéré par bureau de vote et les procès-verbaux sont établis conformément aux dispositions de l'article R. 67 du code électoral. Le président et les membres de chaque bureau remettent ensuite les deux exemplaires du procès-verbal et les annexes au bureau centralisateur chargé d'opérer le recensement général des votes en présence des présidents des autres bureaux.
Les résultats arrêtés par chaque bureau et les pièces annexes ne peuvent en aucun cas être modifiés. Un procès-verbal récapitulatif est établi en double exemplaire en présence des électeurs. Il est signé par les membres du bureau centralisateur, les délégués des candidats ou des listes dûment habilités auprès de celui-ci, et les présidents des autres bureaux.
Le résultat est alors proclamé publiquement par le président du bureau centralisateur et affiché aussitôt par les soins du maire.